# Dirk en Wilhelmina van Mourik
Dirk van Mourik en Wilhelmina Maria Catsburg werden in 1992 onderscheiden door Yad Vashem voor het redden van een Joodse onderduiker tijdens de Tweede Wereldoorlog.

## Geschiedenis
Dirk van Mourik en Wilhelmina Maria (Mien) Catsburg trouwden in 1923 te Rotterdam. Hij was in 1898 in Rotterdam geboren als zoon van de smid Dirk van Mourik en Neeltje Klop. Zij was eveneens in 1898 in Rotterdam geboren als dochter van de schilder Cornelis Catsburg en Adriana Pieternella Bezemer. In het begin van de Tweede Wereldoorlog telde het gezin  Van Mourik-Catsburg zes kinderen. Via de landelijke onderduikorganisatie LO kregen zij in 1942 de vraag tot het opnemen van de tweejarige kleinzoon Andre Karting uit het Rotterdamse gezin Baumgarten, die een handel in scheepsbenodigdheden hadden. Zij namen hem op en deden alsof het hun zevende kind was.
Volgens Yad Vashem had het echtpaar Baumgarten negen dochters en één zoon, die diabeet was. Vlak nadat moeder Seldabreine en dochter Rosa in 1942 gedeporteerd waren, stierf vader Nathan. Via het steunfonds NSF kregen de Van Mouriks vrijwel de hele oorlog extra rantsoenbonnen. Behalve dochter Rosa Baumgarten overleefden alle kinderen en kleinkinderen van het gezin Baumgarten, ondergedoken op andere adressen, de oorlog.
Dirk van Mourik (die overleed in 1953) werd samen met zijn vrouw Mien Catsburg op 6 april 1992 door de Israëlische staatsinstelling Yad Vashem onderscheiden met de hoogste onderscheiding van de staat, Rechtvaardige onder de Volkeren. Dirk kreeg deze onderscheiding postuum verleend. Zijn weduwe overleed in 1998 op 99-jarige leeftijd.